# Технопарки Ирана
Технопарки в Иране (перс. پارک‌های علم و فناوری ایران‎) занимают особое место в научно-практической и экономической деятельности страны. Технопарки в качестве социальных институтов и звеньев в цепочке экономического развития создаются с целью увеличения инноваций в технологической сфере, экономического развития, создания рабочих мест для специалистов и исследователей. Немалое число инноваций в технологической сфере было создано и получило своё развитие именно в этих парках. Создавая необходимую атмосферу, государства стремятся подготовить условия для работы малых и средних компаний. Таким образом, роль государства в успешном развитии подобных парков, особенно в таких странах, как Иран, носит жизненно важный характер.

## Краткая история технопарков в Иране
История создания первого в Иране наукограда относится к 1992 г., когда Исфаханская металлургическая компания предложила подготовить отчёт о предварительном изучении вопроса: вся работа по этому проекту была возложена на научный отдел Исфаханского политехнического университета, и в том же году он был утверждён. В 1993 г. после создания Совета попечителей началось строительство этого городка, и в 1996 г. его устав был утверждён Высшим советом культурной революции. В 1999 г. строительство центра развития было завершено, а в 2000 г. центр развития «Гадир», состоящий из 17 научно-технологических комплексов, был введён в эксплуатацию. В связи с этим, согласно законодательным постановлениям 5 плана развития, в настоящее время процесс создания технопарков и их развития должен продолжиться, поскольку до сих пор этот процесс встречался в годовых бюджетах, и его развитием занимаются Организация бюджетного планирования как отвечающая за бюджет страны и Министерство науки, исследований и технологий в качестве разработчика стратегий в данном секторе.

## Количество технопарков
Основной задачей создания технопарков является улучшение благосостояния общества путём повышения инновационной культуры и конструктивной конкуренции между компаниями, находящимися в технопарке, и учреждениями, основанными на знании.
Важнейшими видами деятельности технопарков являются оценка рынка, генерирование идей, научные исследования, инженерное проектирование, быстрое прототипирование, промышленное проектирование, выработка стандартов и технических ноу-хау, регистрация интеллектуальной собственности, коммерциализация, продажа и последующая поддержка для реализации технологичной продукции в сфере промышленного производства, а также предоставление других специализированных услуг.
Международное сотрудничество, имеющее целью использование мирового опыта, а также эффективное присутствие на мировых рынках технологий относятся к числу стратегических задач технопарков.
В 2001 г. в Иране был только один технопарк, однако уже в течение следующего года по всей стране запускается 8 технопарков. Количество технопарков страны за период с 2001 по 2016 гг. стало довольно значительным. Процесс увеличения числа технопарков во всех провинциях страны продолжается и, в конечном итоге, в октябре-ноябре 2016 г. их количество достигает 39. По статистике, в 2002 г. в стране действовало 17 центров развития: ввиду значимости этих центров к 2006 г. их количество по всей стране достигает 43, а к октябрю-ноябрю 2016 г. их число возрастает до 178.

## Технопарки
Технопарк остана Ардабиль
Наукоград Исфахана
Технопарк Шайха Бахаи, Исфахан
Технопарк Альборз
Технопарк коммуникационных и информационных технологий
Технопарк Илама
Технопарк остана Восточный Азербайджан
Технопарк остана Западный Азербайджан
Технопарк «Персидский залив» (остан Бушер)
Технопарк университета «Тарбийат-е модаррес»
Технопарк Тегеранского университета
Технопарк Политехнического университета «Шариф»
Технопарк «Пардис»
Технопарк Свободного исламского университета
Технопарк Иранского университета медицины и здравоохранения
Технопарк Университета им. Шахида Бехешти
Технопарк остана Чахар Махаль ва Бахтийари
Технопарк остана Южный Хорасан
Технопарк остана Хорасан-е Резави
Технопарк остана Северный Хорасан
Технопарк остана Хузестан
Технопарк Университета дополнительного образования в области фундаментальных наук (Зенджан)
Технопарк остана Зенджан
Технопарк Семнанского университета
Технопарк остана Систан ва Балуджестан
Технопарк остана Фарс
Технопарк остана Казвин
Технопарк остана Кум
Технопарк остана Курдестан
Технопарк Университета дополнительного образования в сфере развитых промышленных технологий (Керман)
Технопарк Университетского джихада Керманшаха
Технопарк остана Кохгилуйе ва Бойерахмад
Технопарк остана Голестан
Технопарк остана Гилян
Технопарк остана Лорестан
Технопарк остана Мазандаран
Технопарк остана Центральный (Маркязи)
Технопарк остана Хормозган
Биотехнологический парк «Персидский залив» (Кешм)
Технопарк Хамадана
Технопарк остана Йазд